# يو إف سي ليلة القتال: مانوا ضد أندرسون
يو إف سي ليلة القتال: مانوا ضد أندرسون (بالإنجليزية: UFC Fight Night: Manuwa vs. Anderson)‏ هو حدث لفنون القتال المختلطة نظمته يو إف سي، أُقيم في 18 مارس 2017، على ذا أوه2 أرينا في لندن، إنجلترا.